# Günther Wieland
Günther Wieland (* 16. April 1931 in Oberlungwitz; † 13. Januar 2004) war ein deutscher Jurist. Er war von 1963 bis 1990 Staatsanwalt bei der Generalstaatsanwaltschaft der DDR.

## Leben
Als Sohn eines Arbeiters besuchte er die Volksschule von 1937 bis 1945. In den folgenden Jahren absolvierte er eine Ausbildung als Anwaltsgehilfe, die er 1948 abschloss. Danach besuchte er von 1949 bis 1952 die Arbeiter-und-Bauern-Fakultäten an den Universitäten in Chemnitz und Greifswald, womit er zum Abiturabschluss gelangte. Anschließend nahm er ein Studium der Rechtswissenschaften an der Humboldt-Universität in Berlin auf, das er im Jahre 1956 mit der Prüfung zum Diplom-Juristen beendete.
Politisch hatte sich Wieland schon 1945 in einem Antifaschistischen Jugendausschuss betätigt. Im Jahr darauf wurde er Mitglied der FDJ. Ab 1949 gehörte er der SED an. Von 1956 bis 1963 nahm er eine Tätigkeit als Staatsanwalt im Bezirk Karl-Marx-Stadt wahr. Von 1963 bis 1990 war er als Staatsanwalt bei der Generalstaatsanwaltschaft der DDR mit der Verfolgung von NS- und Kriegsverbrechern beschäftigt. Dabei war er zuständig für die Koordinierung der juristischen Verfolgung von Naziverbrechern innerhalb der DDR, einschließlich der internationalen Rechtshilfe auf diesem Felde.
Im Jahre 1989 erlangte er die Promotion zum Dr. jur. mit der Schrift Die Verbrechen des nazistischen Volksgerichtshofes und der Beitrag der Deutschen Demokratischen Republik zu deren Ahndung, die im gleichen Jahre in der DDR als Buch veröffentlicht wurde. Von Dezember 1989 bis Januar 1991 übte er das Amt des Vorsitzenden der Schiedskommission in der SED/PDS aus. Nachdem er 1990 in den Ruhestand versetzt worden war, beschäftigte er sich weiter mit der wissenschaftlichen Aufarbeitung der Geschichte der Verfolgung von NS-Tätern, wobei er auch die Rolle des Ministeriums für Staatssicherheit untersuchte, das in der DDR ab 1968 für die Untersuchung dieser Verbrechen zuständig war.
Er verfasste mehrere Aufsätze und Schriften über die Bestrafung von NS-Tätern als zwingendes Völkerrecht. Darüber hinaus analysierte er den Zusammenhang zwischen dem Reichstagsbrandprozess und der Schaffung des nationalsozialistischen Volksgerichtshofes. Bis zu seinem Tode wirkte er als Sachverständiger an der Herausgabe der in Amsterdam erscheinenden Bände DDR-Justiz und NS-Verbrechen mit, die auf zehn Bände ausgelegt wird.

## Schriften
- Die normativen Grundlagen der Schutzhaft in Hitlerdeutschland. In: Jahrbuch für Geschichte, Berlin 1982
- Recht in unserer Zeit. Berlin 1986
- Der Jahrhundertprozeß von Nürnberg. Nazi- und Kriegsverbrecher vor Gericht. Staatsverlag der DDR, Berlin 1986, ISBN 3-329-00125-9.
- Das war der Volksgerichtshof. Ermittlungen, Fakten, Dokumente. Staatsverlag der DDR, Berlin 1989, ISBN 3-329-00483-5.
- Klaus Drobisch, Günther Wieland: System der NS-Konzentrationslager, 1933–1939. Akademie Verlag, Berlin 1993, ISBN 3-05-000823-7 (books.google.com)
- Joachim Stephan Hohmann, Günther Wieland: MfS-Operativvorgang „Teufel“. Euthanasie-Arzt Otto Hebold vor Gericht. Metropol Verlag, Berlin 1996, ISBN 3-926893-07-9.
- Naziverbrechen und deutsche Strafjustiz. Edition Organon, Berlin 2004, ISBN 3-931034-07-0. Rezension
- Gemeinsam mit Joachim S. Hohmann (Herausgeber): Konzentrationslager Sachsenhausen bei Oranienburg 1939 bis 1944: Die Aufzeichnungen des KZ-Häftlings Rudolf Wunderlich. Peter Lang, Internationaler Verlag der Wissenschaften, Frankfurt 2015, 2. Auflage, ISBN 978-3-631-66528-2.